# Alíz Kump
Alíz Kump (11 novembre 2003) è una pallavolista ungherese, centrale dalla Black Angels Perugia.

## Carriera

### Club
La carriera di Alíz Kump inzia nella stagione 2018-19 nel Gödöllõ, in Nemzeti Bajnokság I; nell'annata successiva passa al Kaposvári, mentre in quella 2021-22 viene ingaggiata dal Vasas, con cui si aggiudica la Middle European League 2021-22, due Coppe d'Ungheria e due scudetti. Per il campionato 2023-24 veste la maglia del Békéscsabai e in quello 2024-25 quella del Nyíregyháza, sempre nella massima divisione.
Nella stagione 2025-26 si trasferisce in Italia per militare tra le fila della Black Angels Perugia, in Serie A1.

### Nazionale
Nel 2021 ottiene le prime convocazioni nella nazionale ungherese; nel 2025 vince la medaglia d'argento all'European Golden League.

## Palmarès

### Club
- Campionato ungherese: 2

2021-22, 2022-23
- Coppa d'Ungheria: 1

2021-22, 2022-23
- Middle European League: 1

2021-22

### Nazionale (competizioni minori)
- European Golden League 2025